# سفارة كازاخستان لدى السعودية
سفارة كازاخستان لدى السعودية هي الممثلية الدبلوماسية العليا لدولة كازاخستان لدى المملكة العربية السعودية. تقع السفارة في حي السفارات في الرياض.